# Pothyne laeviscapa
Pothyne laeviscapa là một loài bọ cánh cứng trong họ Cerambycidae.